# الیسون واکا
الیسون واکا (به انگلیسی: Alison M. Vacca) دانشیار تاریخ و تمدن ارمنی در دانشگاه کلمبیا است. کتاب او به نام استان‌های غیرمسلمان در آغاز اسلام (به انگلیسی: Non-Muslim Provinces under Early Islam) توسط انتشاارت دانشگاه کمبریج در سال ۲۰۱۷ منتشر شد. این کتاب برنده جایزه انجمن مطالعات اوراسیای مرکزی در سال ۲۰۱۸ را برنده شد.
واکا ۲ مقاله برای دانشنامه اسلام (ویرایش سوم) نوشته است.

## آثار
- [۳]Non-Muslim Provinces under Early Islam: Islamic Rule and Iranian Legitimacy in Armenia and Caucasian Albania
- An Armenian Futūh Narrative: Łewond’s Eighth-Century History of the Caliphate[۶]